# Епопеј
Епопеј (грч. Ἐποπεύς) је у грчкој митологији био краљ Сикиона, Посејдонов и Канакин син. Такође га помињу као Алоејевог сина или брата.

## Митологија
Дошао је из Тесалије и преузео престо Сикиона, пошто је Коракс умро без наследника. Према једном предању, Епопеј је прихватио и оженио Антиопу, која је бежала од свог гневног оца Никтеја, јер је остала трудна са Зевсом. Никтеј није могао да заборави срамоту коју му је кћерка нанела, па је на самрти заветовао брата Лика да је ипак пронађе и казни. Лик је повео војску на Сикион и убио Епопеја, а Антиопу вратио у Тебу. Према другом предању, Епопеј је отео Антиопу, па је Никтеј започео борбу са њим. У том окршају, обојица су били тешко рањени, али су Сикионци ипак победили. У част победе, Епопеј је саградио храм Атени, због чега је благонаклона богиња створила испред храма извор са уљем. Ипак, Епопеј је убрзо издахнуо од тешких рана. Храм је уништен због удара муње, али је његов гроб опстао и дуго приказиван. Према неким изворима, његов син је био Маратон.
Овидије такође помиње још једну личност из митологије са овим именом. Он је био краљ острва Лезбос, који је гајио инцестуозну љубав према својој кћерки Никтимени.